# گلاویتسا، پاراچین
گلاویتسا (به صربی: Glavica) یک روستا در صربستان است که در پاراچین واقع شده‌است.